# Camélée
Cneorum tricoccon
Espèce
Classification phylogénétique
La Camélée à trois coques (Cneorum tricoccon) est une espèce de plantes à fleurs de la famille des Rutaceae. C'est un arbrisseau méditerranéen à feuilles persistantes, un peu semblables à celles de l'olivier, à petites fleurs jaunes et à fruits rouges formant trois coques (d'où le qualificatif tricoccon).

## Taxonomie
Autrefois principal représentant de la petite famille des Cnéoracées, cet arbrisseau est maintenant classé dans les Rutacées.

## Autres noms vernaculaires
Garoupe, Petit olivier, Bois de la Dive.

## Écologie et habitat
Cet arbrisseau pousse dans l'Ouest du bassin méditerranéen, de l'Espagne à l'Italie et pratiquement toujours sur sol calcaire et dans les lieux rocailleux faiblement boisés (garrigue). Il est fréquemment associé au romarin ou au nerprun alaterne.
- Floraison : mars à juin
- Pollinisation : entomogame
- Dissémination : endozoochore

## Description

### Morphologie générale et végétative
Arbrisseau de petite taille (inférieure à 1 mètre), très ramifié, à branches érigées. Feuilles persistantes, coriaces, sessiles, alternes, lancéolées à linéaires, pratiquement glabres, toujours ascendantes à érigées.

### Morphologie florale
Fleurs solitaires à l'aisselle des feuilles supérieures, de petite taille (0,5 à 1 cm). De couleur jaune, elles ont un calice à 3 ou 4 sépales et une corolle à 3 ou 4 pétales. 3 ou 4 étamines, ovaire supère à 3 ou 4 loges, style à 3 ou 4 stigmates.

### Fruit et graines
Le fruit est une drupe composée en principe de trois coques rappelant la capsule des Euphorbiacées. Chaque coque contient deux graines. De couleur rouge, les fruits deviennent en général noirs à maturité.

## Références

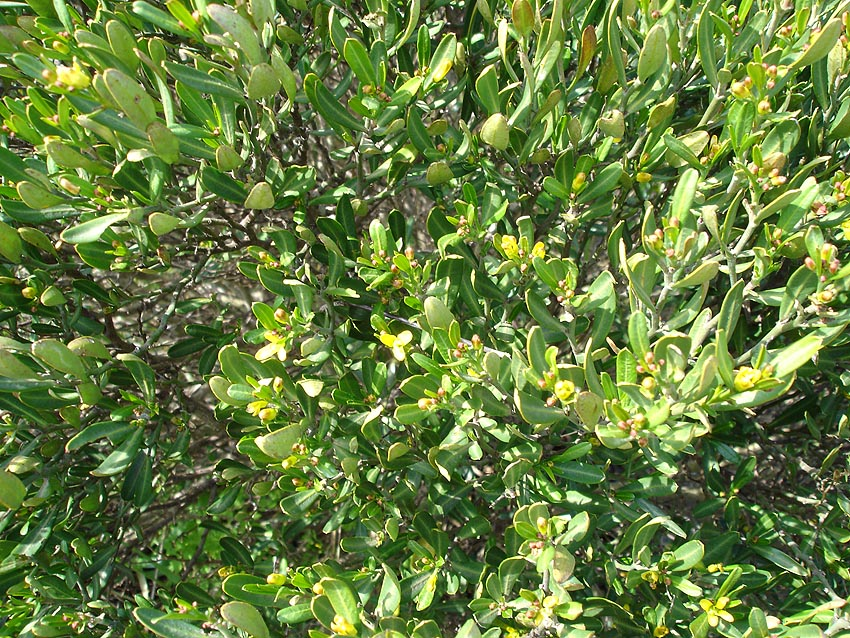
Buisson de camélée.